# Niklocen
Niklocen je organická sloučenina patřící mezi metaloceny, se vzorcem Ni(η5-C5H5)2, vykazující paramagnetismus. Přestože je niklocen často zkoumán, tak nemá praktické využití.

## Struktura
Ni(C5H5)2 má, podobně jako jiné metaloceny, sendvičovou strukturu, kde kation kovu spojuje dva rovnoběžné cyklopentadienylové (Cp) kruhy. V pevném skupenství vykazuje D5d symetrii.
Ni centrum má náboj +2 a navazují se na něj dva cyklopentadienylové anionty (Cp−); struktura je tedy podobná ferrocenu. Trojice párů d elektronů na niklu je rozdělena mezi tři d orbitaly zapojené do vazeb Ni–Cp: dxy, dx2–y2, dz2. Zbylé dva d elektrony se nachází v orbitalech dyz a dxz, v důsledku čehož je molekula paramagnetická, což se projevuje neobvykle vysokým posunem v 1H-NMR spektru. Niklocen má 20 valenčních elektronů, nejvíce ze všech metalocenů přechodných kovů; kobaltocen (Co(C5H5)2), mající 19 valenčních elektronů, je ale silnějším redukčním činidlem, což ukazuje, že redoxní potenciál je ovlivňován energií elektronů, ne jejich počtem.

## Příprava
Niklocen poprvé připravil Ernst Otto Fischer v roce 1953, krátce po objevu ferrocenu jako prvního metalocenu.
Přípravu provedl v jedné nádobě deprotonací cyklopentadienu ethylmagnesiumbromidem a přidáním bezvodého acetylacetonátu nikelnatého.
Častěji se používá reakce bezvodého zdroje NiCl2 (například chloridu hexaamminnikelnatého) s cyklopentadienidem sodným:
[Ni(NH3)6]Cl2 + 2 NaC5H5 → Ni(C5H5)2 + 2 NaCl + 6 NH3

## Vlastnosti
Podobně jako mnoho dalších organokovových sloučenin se Ni(C5H5)2 při delším stání na vzduchu rozkládá.
Většina reakcí niklocenu je vyvolávána jeho snahou přejít na 18elektronové produkty, se ztrátou nebo obměnou jednoho cyklopentadienového kruhu.
Ni(C5H5)2 + 4 PF3 → Ni(PF3)4 + organické produkty
Podobně reaguje se sekundárními fosfiny:
2 Ni(C5H5)2 + 2 PPh2H → [Ni2(PPh2)2(C5H5)2] + 2 C5H6
Niklocen lze oxidovat na příslušný kation, obsahující niklité centrum.
Plynný Ni(C5H5)2 se při styku s horkými povrchy rozkládá na kovový nikl za uvolnění uhlovodíků; tento rozklad lze využít na tvorbu tenkých vrstev niklu.
S kyselinou dusičnou vytváří niklocen nitrosylcyklopentadienylnikl, který je vysoce toxický.